# Scopula erymna
Scopula erymna là một loài bướm đêm trong họ Geometridae.